# واگتیل
واگتیل (به انگلیسی: Wagtail) یک سیستم مدیریت محتوا (CMS) آزاد و متن‌باز است که به زبان پایتون نوشته شده‌است. واگتیل در بین وبگاه‌هایی که از فریمورک جنگو استفاده می‌کنند محبوب است. این پروژه توسط تیمی از مشارکت‌کنندگان متن‌باز که توسط شرکت‌هایی در سراسر جهان پشتیبانی می‌شوند، نگهداری می‌شود. این پروژه بر دوستی توسعه‌دهندگان و همچنین سهولت استفاده از رابط مدیریتی آن، که به چندین زبان ترجمه شده‌است، تمرکز دارد.

## تاریخچه
پروژه واگتیل در سال ۲۰۱۴ توسط تورچباکس، یک آژانس دیجیتالی آغاز شد.

## موارد استفاده قابل توجه
- ناسا برای پورتال OpenNasa داده‌باز و وبگاه آزمایشگاه پیش‌رانش جت
- وبلاگ گوگل
- آژانس 18F دولت ایالات متحده برای beta.FEC.gov[۱۳]
- سپاه صلح[۱۴]
- صلیب سرخ نیوزلند[۱۵]
- دانشگاه پنسیلوانیا برای وبلاگ فناوری وارتون[۱۶]
- دانشگاه دهوک برای سایت خود[۱۷]
- دانشگاه تاسمانی برای چندین سایت[۱۸][۱۹][۲۰]
- سرویس بهداشت ملی بریتانیا از سال ۲۰۱۷ سایت اصلی خود را به Wagtail منتقل کرد.[۲۱][۲۲]